# Синяк (гірський масив)
Синя́к — гірський масив в Українських Карпатах, частина Вигорлат-Гутинського вулканічного масиву. Розташований у межах Мукачівського, Свалявського і (частково) Перечинського районів Закарпатської області. 
Лежить на правобережжі річки Латориці. На сході межує зі Свалявською улоговиною, на заході — з хребтом Маковиця. Простягається на 18–20 км з заходу на схід, на 22 км з півночі на південь. Абсолютні висоти 900–1000 м (гори Середній Верх, Солочинський Діл, Плішка, Обавський Камінь). Найвища вершина — Дунавка (1018 м). 
У геологічній будові масиву беруть участь ефузивні і флішеві породи. Гребеневі поверхні переважно гострі, локально куполоподібні, розчленовані долинами малих річок і ярами. Схили прямі, круті і випуклі, з густою ерозійною мережею. Трапляються зсуви, селі, паводки. 
Долини річок Визниці, Обави, Матекової, Пині V-подібні і каньйоноподібні.
Переважають низькогірні місцевості з дубово-буковими (до висоти 600 м) і буковими лісами з невеликою домішкою хвойних. Розвинуті землеробство, садівництво. Природні лікувальні мінеральні води використовуються на кліматобальнеологічних курортах «Синяк» і «Карпати».

## Природоохоронні території
- Регіональний ландшафтний парк «Синяк»
- Синє озеро
- Сфагнове болото Синяк
- Парк санаторію «Карпати»
- Остра (лісовий заказник)
- Тесаник (лісовий заказник)
- Тополина (лісовий заказник)
- Водоспад Скакало